# 1813 Imhotep
Az 1813 Imhotep (ideiglenes jelöléssel 7589 P-L) a Naprendszer kisbolygóövében található aszteroida. Cornelis Johannes van Houten, Ingrid van Houten-Groeneveld és Tom Gehrels fedezte fel 1960. október 17-én.